# Ганноверская лошадь
Ганноверская лошадь — наиболее многочисленная полукровная порода в Европе. Она была основана в 1735 г. в Целле «для прославления державы» ганноверским принцем и впоследствии королём Англии Георгом II. Сегодня 8000 кобыл ежегодно привозятся на случку к жеребцам целльского конезавода.
Во всем мире ганноверскую породу узнают по её тавру в виде латинской буквы «Н».

## О породе
В наше время ганноверская полукровная является самой популярной спортивной породой в мире. Её можно увидеть на большинстве международных соревнований по конкуру и выездке. Это результат немецкой скрупулезности: ганноверская порода тщательно создавалась примерно в течение 300 лет — для различных, но специфических целей. Эта порода была выведена от некрасивого поголовья, улучшенного путём скрещивания с подходящими чистокровными верховыми, арабскими и тракененскими скакунами.

## Характеристики породы
Ганноверские лошади обладают практически идеальным экстерьером, в котором четко прослеживаются черты английской чистокровной. Голова средней величины, с прямым профилем; взгляд живой.
Шея длинная и мускулистая, с изящным изгибом. Грудная клетка хорошо сформированная, плечо длинное и наклонное. Грудь глубокая. Спина средней длины, поясница мускулистая, бедра мощные. Ноги сильные, с крупными суставами. Копыта правильной формы. Корпус ганноверской лошади должен вписываться в прямоугольник, но не в квадрат. Масть гнедая, рыжая, вороная, изредка серая и караковая. Высота в холке 154—168 см.
Ганновераны импозантны и благородны, обладают прекрасными свободными движениями, что позволяет им добиваться больших успехов в выездке. Так же, ганновераны идеальные лошади для конкура. За счёт своего немалого роста им удается брать довольно большие барьеры

## Происхождение
Родина ганноверской породы — курфюршество Ганновер в Германии. Порода распространилась по всей Вестфалии. Конезаводы расположены в Целле в Нижней Саксонии. Ганноверская порода разводится в Северной и Южной Америке, Австралии, Беларуси (Полочаны).

## История
Ганноверская порода имеет длинную историю, впервые она упоминается в VIII в., когда была использована в битве при Пуатье, в которой Карл Мартелл одержал победу над сарацинами. Ганноверские лошади в то время были тяжелыми боевыми конями, возможно, продуктом скрещивания местных пород с испанскими и восточными лошадьми.
Своим развитием порода обязана военным конфликтам, и в Средние Века превратилась в крупную, в типе кобов лошадь, способную нести рыцаря с его доспехами. Такой тип лошади пользовался спросом в течение веков, но изменения в тактике ведения военных действий потребовали более легких лошадей. В это время ганноверские лошади все ещё были тяжелыми, хотя и стали выше и подвижнее, чем кобы; в XVII веке было три характерных типа лошадей, выведенных для военных целей: ганноверская, мекленбургская и датская.
Но лишь в XVIII веке порода обретает своё лицо, когда Георг I дома Ганноверов взошел на британский престол в 1714 г. Большую часть правления он провел в Ганновере; следующие сто лет ганноверских лошадей улучшали. Чистокровных верховых жеребцов скрещивали с ганноверскими кобылами, также были использованы кливлендские гнедые, что позволяло получать довольно тяжелых лошадей, использовавшихся в сельскохозяйственных работах.
Георг I основал государственный конный завод в Целле в 1735 г. Было завезено 14 жеребцов с испанской кровью. К 1750 году количество жеребцов увеличилось до 50 голштинского, восточно-прусского, датского, андалузского и неаполитанского происхождения. А к 1800 г. их было уже 100. В заводе разводили крупных универсальных верховых и экипажных лошадей, а также лошадей для сельского хозяйства. Продолжилось улучшение ганноверской породы прилитием тракененской и чистокровной верховой крови. В 1888 году была основана племенная книга ганноверской породы. Результатом работы явилась прекрасная спортивная лошадь, какой мы знаем сегодня ганноверскую породу. Она наиболее известна из всех полукровных пород.
В настоящее время за чистотой породы следит общество заводчиков ганноверской породы. Приблизительно 150—160 жеребцов содержатся в конном заводе Целле, где они в течение нескольких месяцев проходят тест на выносливость, работоспособность, проверяются их характер и экстерьер. Только после успешного прохождения тестов жеребцы допускаются к разведению.
Ганноверская порода сыграла важную роль в формировании и улучшении других полукровных пород, в частности, вестфальской, мекленбургской и бранденбургской.
- Zernebog, основатель линий F и W в ганноверской породе (рожд. 1845)
- Jellachich, производитель завода в Целле (рожд. 1844)

## Ганноверская порода в России
В России ганноверских лошадей начали разводить в 60-е годы XX века. В конюшнях бывшего восточно-прусского конного завода Георгенбург был организован Калининградский конный завод (теперь он называется Георгенбург). В Германии были куплены жеребцы Дуо, Валерик, Фауст и Гюнтер и 66 кобыл. Эти лошади были довольно массивными и костистыми, поэтому для облегчения типа, а также расширения генетического разнообразия использовались чистокровные верховые, тракененские и арабские жеребцы.
В конце 90-х годов возрос интерес к лошадям немецкой селекции. Но купить чистопородного ганноверского жеребца без примесей других полукровных пород довольно сложно. Таким образом кроме ганноверских в Россию завозятся ганноверо-голштинские и голштинские жеребцы, потомство которых практически не допускается к разведению в ганноверской породе.
Помимо конного завода «Георгенбург» ганноверских лошадей разводят в конном заводе «Веедерн» (Калининградская обл.), на Кировской ГЗК (Кировская обл.), в Алтайском ГАУ (Барнаул), в ОАО «Акрон» (Новгородская обл.), в «Элитар» (Троицкий административный округ Москвы), в КСК «Альфарес» (Тверская обл.), в фермерском хозяйстве Маланичевых (Ленинградская обл.).
Семейная конеферма Шмаковых( Челябинская область). Конный завод "Ермак" (Самарская область) . Кроме того, существует ещё более двадцати хозяйств, содержащих от одной до девяти племенных кобыл. Работа с ганноверской породой в России в целом ведется по тем же принципам, что и в Германии, но применительно к нашим условиям.

## Нрав и уход
Одной из важнейших особенностей является то, что характер производителей тестируется. Только лошади с уравновешенным темпераментом допускаются к разведению.

## Использование породы
Лошади ганноверской породы лидируют на мировой арене в выездке, также много их выступает в конкуре и троеборье. Первые достижения представителей ганноверов датируются 1913 годом, когда кобыла Пепита выиграла для своего хозяина более 9 000 марок. В 1928 году олимпийское золото получил конь по имени Драуфангер в выездке.